# Свобода панорами

Свобода панорами в країнах Європи.
ТАК, враховуючи твори мистецтва
ТАК, тільки будівлі
ТАК для некомерційного використання
НЕМАЄ свободи панорами
бракує даних

«Свобода панорами» (дослівний переклад з нім. Panoramafreiheit) — положення в законах про авторське право, що дозволяє фото- чи відеозйомку або створення інших зображень (наприклад, картин), будівель та скульптур, які постійно перебувають у громадських місцях, і публікацію таких зображень. При цьому авторські права архітекторів чи скульпторів не вважаються порушеними.
Свобода панорами обмежує авторські права на архітектурний об'єкт або скульптуру, зокрема не дає можливості вживати заходів щодо порушення авторських прав відносно фотографа чи будь-кого, хто поширює зображення. Свобода панорами є винятком із загального правила, за яким власник авторського права має виключне право дозволяти репродукцію та розповсюдження твору.
Багато країн мають законодавчо закріплену свободу панорами, яка обмежує сферу дію авторського права і дозволяє публікувати фотографії громадських місць або фотографії, зроблені з громадських місць. Однак лише деякі країни мають повну свободу панорами, інші мають лише часткову. Країни відрізняються між собою тим, як вони трактують свободу панорами, наприклад чи поширюється свобода панорами також на вільно доступні приміщення, чи можна фотографувати приватну власність, якщо її видно з громадського місця й навпаки, чи можна фотографувати лише постійно встановлені об'єкти чи тимчасові теж можна, чи стосується свобода панорами лише архітектури чи стосується і скульптури також. У деяких країнах свобода панорами обмежена некомерційним використанням, тобто, зроблені в громадському місці фотографії можна використовувати тільки в спосіб, що не передбачає отримання прибутку.
Свобода панорами стосується лише сучасної архітектури та мистецтва. Старі архітектурні та інші художні об'єкти можна вільно фотографувати навіть у країнах, де нема свободи панорами, оскільки термін дії авторського права є обмеженим. Через певний час після смерті автора або останнього зі співавторів чи після дати оприлюднення роботи, якщо автор невідомий, творча робота переходить у суспільне надбання, тобто перестає бути об'єктом авторського права. У більшості країн цей термін становить 70 років. В Україні до 2001 року цей термін становив 50 років, після 2001 — 70 років. Але твори, що перейшли у суспільне надбання на момент прийняття нового закону, вважаються вільними.

## Історія
Свобода панорами вперше з'явилась в 1837 році в Німецькому союзі, де був ухвалений «Декрет проти передруків». В 1840 році в Баварському королівстві прийняли «Баварський закон про захист власності творів літератури і мистецтва від передруків», відповідно до якого твори архітектури та пам'ятники, які перебували в громадських місцях, були виключені із загальної правової охорони, якій підлягали інші види творчості. В 1857 році, базуючись на вже чинному тоді аналогічному законі, Асоціація німецьких книгопродавців підготувала пропозицію щодо гармонізацію законів по всій Німеччині, в якій також містилося положення про виняток для вуличної панорами. В 1862 році законопроєкт був поданий Саксонією до Німецького Бундестагу, де робота над ним тривала до 1864 року, але через політичну ситуацію законопроєкт так і не був ухвалений. Створений в 1867 році Північнонімецький союз одразу ж зайнявся створенням законодавства про авторське право. Всі минулі напрацювання були проігноровані, тому остаточний закон також не містив положення про свободу панорами. Ситуація змінилася вже через рік після прийняття акта, адже в Німецькій імперії, утвореній в 1871 році, робота над авторським правом почалася знову. Після декількох років роботи, 9 січня 1876 року Рейхстаг невеликою більшістю прийняв «Акт про захист авторських прав на твори образотворчого мистецтва», і відповідно до нього, до заборонених репродукцій не належали репродукції творів мистецтва, розташованих уздовж доріг або в громадських місцях. Цей акт став зразком, на який посилались всі наступні закони про авторські права в Німеччині.

## Правовий статус зображень

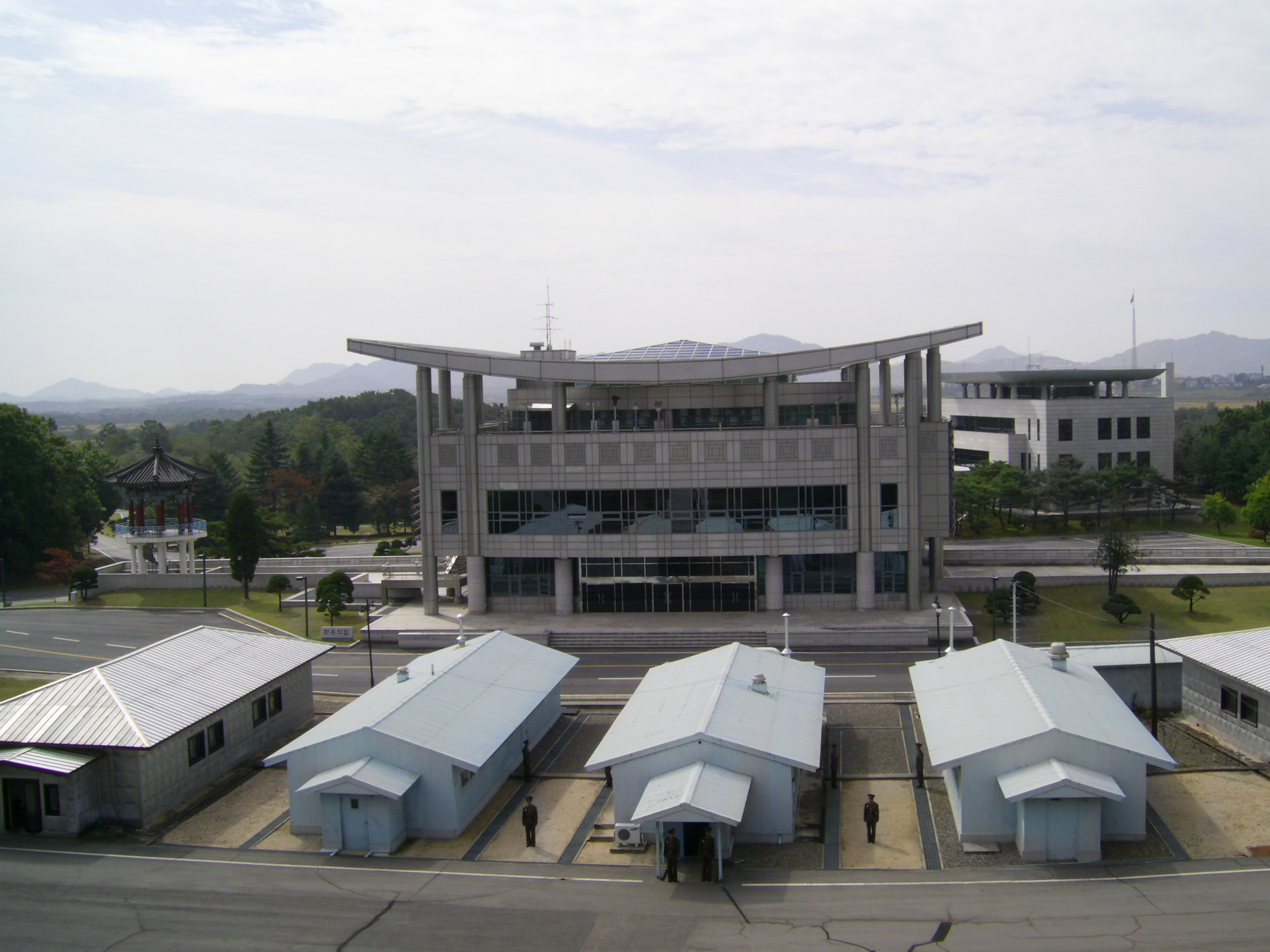
Фотографія будівлі на території Південної Кореї (де немає свободи панорами) зроблена із території Північної Кореї (де свобода панорами є).

Фотографія споруди або події із життя міста чи села так або інакше відображає окремі архітектурні або скульптурні елементи. Якщо фотографія не має творчого елементу, що трапляється вкрай рідко, її треба розглядати як репродукцію оригінального твору. У тому разі, якщо у фотографії можна відокремити творчий елемент, то цей твір вважається окремим твором і при цьому його цінність залежить від зображених на ньому оригінальних робіт. У такому разі фотографію архітектурного або скульптурного об'єкта вважають похідним твором.
Кожна будівля і скульптура потрапляє під дію авторського права, оскільки вони створені внаслідок творчої діяльності людини. Бернська конвенція про охорону літературних і художніх творів, підписана 9 вересня 1886, має положення що «Термін „літературні та художні роботи“ включає […] графічні твори, твори живопису, архітектуру, скульптуру, гравіювання та літографію». Також у конвенції є такі положення:
1. «Автори літературних та художніх робіт, які перебувають під захистом цієї конвенції, мають ексклюзивне право надавати дозволи на репродукцію цих робіт будь-яким способом або у будь-якому вигляді.»
2. «Дозвіл на репродукцію таких робіт в деяких особливих випадках, має визначатися національним законодавством країн-підписантів, за умови що такі репродукції не суперечать нормальному використанню роботи і не спричиняють необґрунтованих утисків законних інтересів автора.»
3. «Будь-який звуковий або відеозапис вважається репродукцією в межах цієї конвенції.»

У конвенції, як і будь-якому іншому міжнародному договорі, не вказано законодавство якої країни повинно застосовуватись, якщо відтворення творчої роботи стосується декількох держав, наприклад, якщо фотограф перебуваючи в одній державі зробив фотографію об'єкта в сусідній державі, а зроблену фотографію використовує в третій.
У національних законодавствах різних країн є такі основні характеристики, за якими може обмежуватися свобода панорами щодо певного художнього об'єкта:
- тип об'єкту (будинок або комплекс будинків, пам'ятник, скульптура або меморіальна дошка);
- власність об'єкту (державна, муніципальна, комунальна, приватна);
- час створення об'єкту;
- роль об'єкта в зображенні (основна або фонова);
- мета використання зображення (інформаційна, освітня, комерційна, приватна);
- належність об'єкта до музейного фонду;

## Свобода панорами за законодавством України
Українське законодавство не передбачає свободи панорами. Найближчими до неї за змістом є положення пункту 4 статті 21 Закону України «Про авторське право і суміжні права», що «без згоди автора (чи іншої особи, яка має авторське право), але з обов'язковим зазначенням імені автора і джерела запозичення, допускається відтворення з метою висвітлення поточних подій засобами фотографії або кінематографії, публічне сповіщення або інше публічне повідомлення творів, побачених або почутих під час перебігу таких подій, в обсязі, виправданому інформаційною метою». Таким чином, фотографії та відеозаписи сучасної архітектури в Україні не можна використовувати у книгах, журналах, листівках, путівниках, енциклопедіях, фільмах тощо.
29 грудня 2014 р. у Верховній Раді України було зареєстровано законопроєкт № 1677 народних депутатів Тараса Юрика та Тараса Креміня «Про внесення доповнень до Закону України „Про авторське право та суміжні права“ (щодо свободи панорами)». Запропоновані зміни мали адаптувати законодавство України до законодавства ЄС та створити умови для прискорення поширення інформації про Україну. Проєкт відкликано в серпні 2019 року. Розробником проєкту є Громадська організація «Вікімедіа Україна»[відсутнє в джерелі]. Водночас, Державна служба інтелектуальної власності України розробляла інший законопроєкт, який мав врегулювати питання «свободи панорами».
У Вікісховищі — сховищі файлів яке є сестринським проєктом Вікіпедії — фотографії сучасної архітектури в Україні зазвичай видаляють, оскільки, через відсутність свободи панорами в Україні, такі фотографії порушують авторське право. Так само видаляють зображення з багатьох інших країн, де немає свободи панорами, навіть якщо є свобода панорами для некомерційного використання, оскільки у Вікісховищі дозволено розміщувати тільки зображення, які можна використовувати з комерційною метою.

## Свобода панорами в законодавстві інших країн

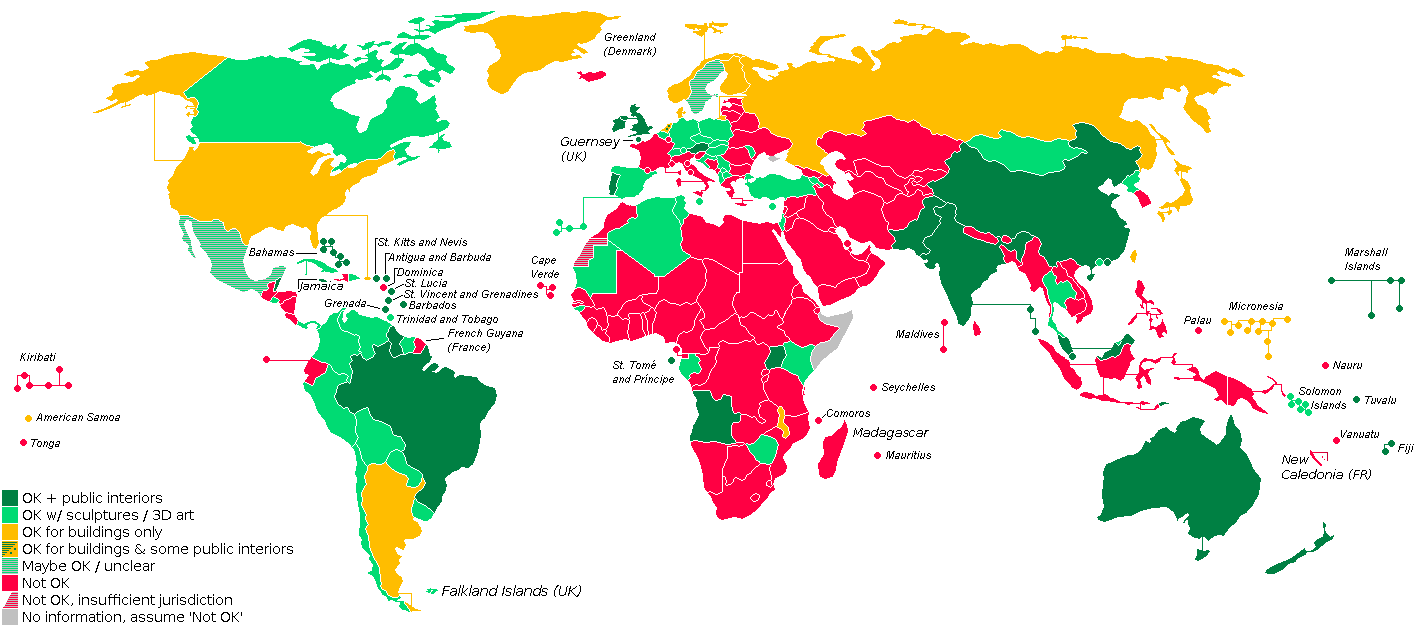
Свобода панорамної зйомки у світі.

### Європейський Союз

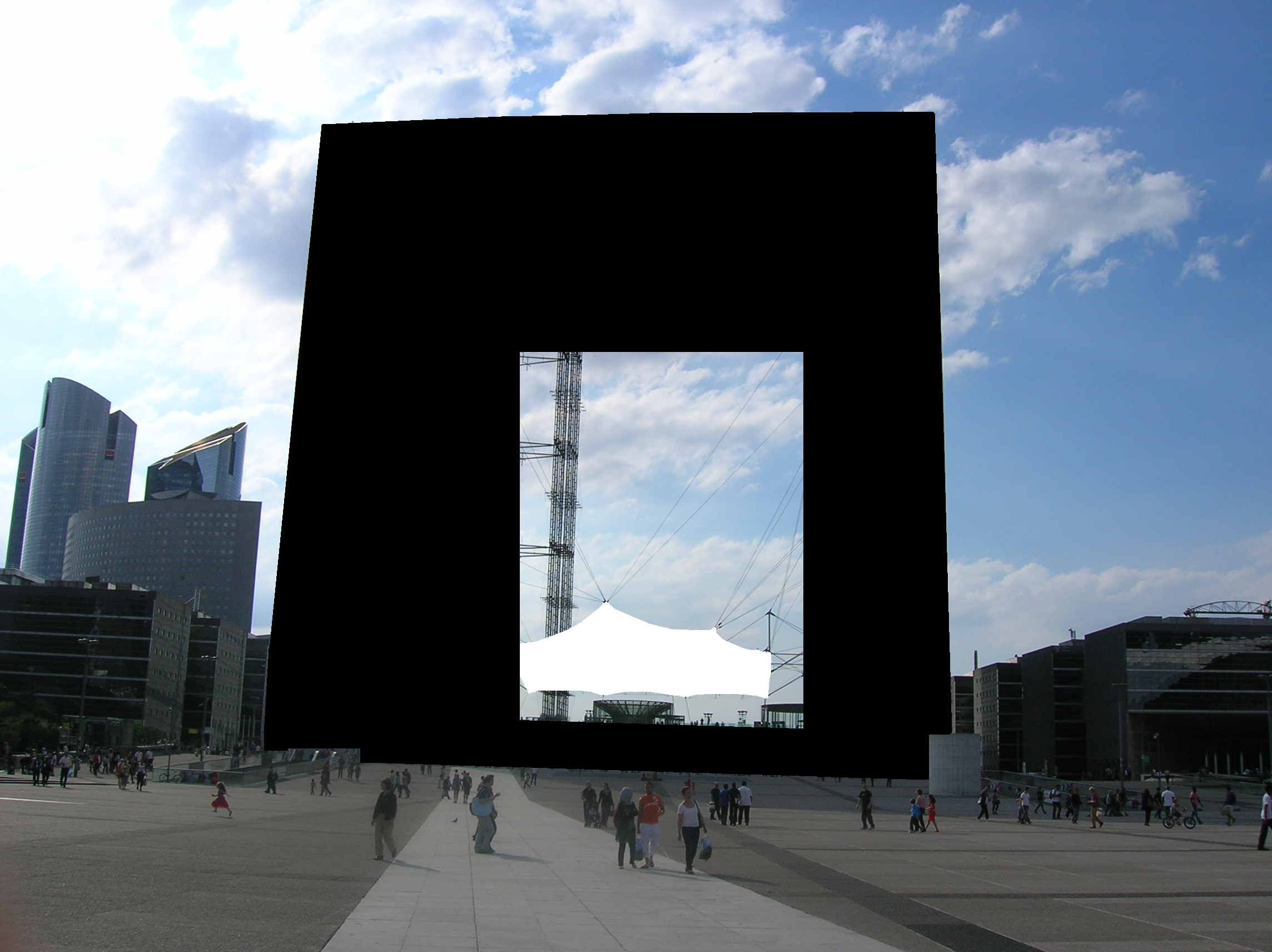
Велика арка Дефанс в Парижі, «цензурована» з фотографії через відсутність свободи панорами у Франції.

У різних країнах правове регулювання цього питання суттєво відрізняється, наприклад, «свобода панорами» у Німеччині дозволяє вільну зйомку і розповсюдження зображень об'єктів, що перебувають у громадських місцях. Багато країн мають аналогічні німецьким положення, що обмежують сферу авторського права і прямо дозволяють фотографувати будівлі та скульптури, розташовані в громадських місцях. Проте є відмінності в інтерпретації цього принципу.
Це визначає, зокрема, стаття 59 німецького Закону про авторські права нім. Urheberrechtsgesetz, стаття 27 аналогічного швейцарського закону, розділ 62 Закону про Авторські права, дизайни і патенти Об'єднаного королівства Великої Британії та Північної Ірландії.
У деяких країнах, наприклад у Франції чи Бельгії, такого загального дозволу немає, а дозволяються лише так звані «випадкові включення». Починаючи із 7 жовтня 2016, відповідно до статті L122-5 Французького кодексу інтелектуальної власності, у Франції обмежено свободу панорами. Кодекс дозволяє репродукцію та відтворення архітектурних та скульптурних робіт, які постійно встановлені в громадських місцях і створені фізичними особами, якщо це робиться не з комерційною метою.
Сфера охоплення таким дозволом, який дозволяє робити і публікувати знімки в громадських місцях, не турбуючись, що твори охороняються авторським правом, теж відрізняється між країнами. У більшості країн ці дозволи застосовуються тільки для зображень тривимірних (об'ємних) архітектурних та скульптурних творів, що розташовані постійно в громадських (доступних для широкої публіки) місцях. «Постійно» зазвичай означає «на час природного життя твору». У Швейцарії навіть дозволяється фотографування та публікація двовимірних робіт, таких як фрески та графіті, за умови, що зображення не можуть бути використані для цих же цілей, що й оригінали.
Є й більш тонкі відмінності. Так у Німеччині важливо, щоб фотограф також перебував у момент фотографування в публічному місці. Розташування фотографа не має ніякого значення в Австрії. У багатьох Східноєвропейських країнах законодавство обмежує використання зображень, надаючи дозвіл тільки на їх некомерційне використання. Крім того, існують міжнародні відмінності у визначенні «громадського місця». У більшості країн це включає тільки зовнішній (вуличний) простір (наприклад, у Німеччині), тоді як деякі інші країни відносять до громадських місць громадські (не приватні) музеї (наприклад, у Великій Британії) і дозволяють фотографувати всередині приміщень.
Є також європейські країни, такі, як Італія, де досі немає свободи панорами. В Італії, попри численні офіційні протести та національні ініціативи, публікація фоторепродукцій без дозволу автора все ще повністю заборонена, згідно зі старим італійським законом про авторське право. В 2004 році в Італії був ухвалений закон «Codice Urbani», відповідно до якого щоб опублікувати зображення «суспільного надбання» (в теорії, означає кожен культурний та творчий об'єкт або місце) із комерційною метою, треба обов'язково отримати дозвіл від місцевого відділу Міністерства мистецтва та культурної спадщини.
У Директиві 2001/29/EC Європейського парламенту і Ради від 22 травня 2001 є положення про гармонізацію певних аспектів авторського права і суміжних прав в інформаційному суспільстві — у Статті 5, розділу 3 (h) цієї директиви надається можливість (хоча і не вимагається) державам — членам ЄС включати пункт про «свободу панорами» у свої закони про авторське право.
Як приклади судової практики в Європейському Союзі щодо свободи панорами, можна навести Справу про Гундертвассергаус в 2003 році в Австрії, коли Фріденсрайх Гундертвассер, архітектор житлового будинку Гундертвассергаус у Відні, виграв позов проти компанії Metro Group, яка продавала фотографії цього будинку. 4 квітня 2016 Верховний суд Швеції встановив що Вікімедія Швеція порушила авторське право створивши вебсайт із базою даних художніх творів у Швеції. У Румунії нащадки архітектора Анка Петреску, за чиїм проєктом побудовано Палац Парламенту подали позов проти Парламенту Румунії за продаж ними сувенірів із фотографією палацу.

### Східна Європа
У більшості країн Східної Європи свобода панорами відсутня, за винятком трьох країн, які нещодавно змінили свої закони про авторське право запровадивши свободу панорами. Першою стала Молдова, де закон про авторське право був змінений, наближений до європейських норм. Наступною в квітні 2013 стала Вірменія, яка так само внесла зміни до свого законодавства про авторське право. Пізніше, 1 жовтня 2014 свобода панорами була частково запроваджена в Росії, вона дозволила робити зйомку будівель і парків, які видно з громадських місць, але не стосується скульптур та інших тривимірних об'єктів. До жовтня 2014 року в Росії дозволялось вільне поширення зображень предметів, що перебувають у громадських місцях, тільки з некомерційною метою і тільки якщо цей предмет не є основним об'єктом зображення. Такі самі норми як до жовтня 2014 діяли в Росії, наразі діють в Білорусі.

### Північна Америка
Кодекс Сполучених Штатів дозволяє створення, поширення та публічну демонстрацію фотографій, картин, малюнків та інших художніх відтворень архітектурних творів, які перебувають у громадському місці або видимі з нього. Архітектурний твір визначений як «населена людьми структура, яка призначена бути тимчасовою чи постійною, така як дім або офісна будівля, інша тимчасова чи постійна споруда створена для перебування в ній людей, включно із церквами, музеями, альтанками та садовими павільйонами, але не обмежуючись ними». При цьому свобода панорами для архітектури не стосується художніх творів. У США свобода панорами застосовується лише до утилітарних творів.
У Канаді в Акті про авторське право сказано, що не є порушенням авторського права репродукція будь-якою особою у вигляді малюнка, контуру, гравіювання, фотографії або відеозапису архітектурної роботи, якщо це не архітектурне креслення, або скульптури чи іншого рукотворного художнього об'єкту, які постійно розташовані в громадському місці або в громадській будівлі[джерело?].

## Порівняльна таблиця для країн
| Країна          | Комерційне використання | Будівлі | Тривимірні художні твори | Двовимірні художні твори | Всередині громадських будівель |
| --------------- | ----------------------- | ------- | ------------------------ | ------------------------ | ------------------------------ |
| Австралія       | ✓                       | ✓       | ✓                        | /                        | ✓                              |
| Австрія         | ✓                       | ✓       | ✓                        | ✓                        | ✓                              |
| Албанія         | ✓                       | ✓       | ✓                        | ✓                        | ✗                              |
| Алжир           | ✓                       | ✓       | ✓                        | ✓                        | /                              |
| Ангола          | ✓                       | ✓       | ✓                        | ✓                        | ✓                              |
| Аргентина       | ✓                       | ✓       | ✗                        | ✗                        | ?                              |
| Бельгія         | ✓                       | ✓       | ✓                        | ✓                        | ?                              |
| Бразилія        | ✓                       | ✓       | ✓                        | ✓                        | ?                              |
| Бруней          | ✓                       | ✓       | ✓                        | /                        | ?                              |
| Велика Британія | ✓                       | ✓       | ✓                        | /                        | ✓                              |
| Вірменія        | ✓                       | ✓       | ✓                        | ✓                        | ?                              |
| Данія           | ✓                       | ✓       | ✗                        | ✗                        | ✓                              |
| Ізраіль         | ✓                       | ✓       | ✓                        | ✓                        | ?                              |
| Індія           | ✓                       | ✓       | ✓                        | /                        | ✓                              |
| Іспанія         | ✓                       | ✓       | ✓                        | ✓                        | ?                              |
| Канада          | ✓                       | ✓       | ✓                        | /                        | ✓                              |
| Китай           | ✓                       | ✓       | ✓                        | ✓                        | ✗                              |
| Малайзія        | ✓                       | ✓       | ✓                        | ✓                        | ✓                              |
| Мексика         | ?                       | ✓       | ✓                        | ✓                        | ✓                              |
| Німеччина       | ✓                       | ✓       | ✓                        | ✓                        | ✗                              |
| Нова Зеландія   | ✓                       | ✓       | ✓                        | /                        | ✓                              |
| Норвегія        | ✓                       | ✓       | ✗                        | ✗                        | ✓                              |
| Польща          | ✓                       | ✓       | ✓                        | ✓                        | ?                              |
| Португалія      | ✓                       | ✓       | ✓                        | ✓                        | ✓                              |
| Росія           | ✓                       | ✓       | ✗                        | ✗                        | ?                              |
| Сінгапур        | ✓                       | ✓       | ✓                        | /                        | ✓                              |
| США             | ✓                       | ✓       | ✗                        | ✗                        | ✓                              |
| Угорщина        | ✓                       | ✓       | ✓                        | ✓                        | ✗                              |
| Фінляндія       | ✓                       | ✓       | ✗                        | ✗                        | ✓                              |
| Чехія           | ✓                       | ✓       | ✓                        | ✓                        | ?                              |
| Швейцарія       | ✓                       | ✓       | ✓                        | ✓                        | ?                              |
| Швеція          | ✓                       | ✓       | ✓                        | ✓                        | /                              |
| Японія          | ✓                       | ✓       | ✗                        | ✗                        | ?                              |

 ✓  — так |  ✗  — ні |   /   — частково |  ?  — невідомо
Країни в яких відсутня свобода панорами або вона обмежена лише некомерційним використанням:

Азербайджан, Андорра, Афганістан, Бахрейн, Білорусь, Болгарія, Боснія і Герцеговина, Буркіна-Фасо, Ватикан, Гамбія, Греція, Грузія, ДР Конго, Естонія, Ефіопія, Замбія, Індонезія, Ірак, Іран, Ісландія, Італія, Йорданія, Казахстан, Камбоджа, Камерун, Катар, Киргизстан, Косово, Коста-Рика, Кот-д'Івуар, Лаос, Латвія, Литва, Ліван, Лівія, Люксембург, Мадагаскар, Малі, Мозамбік, Монголія, Морокко, Намібія, Непал, ОАЕ, Оман, Південна Африка, Південна Корея, Румунія, Саудівська Аравія, Сенегал, Словенія, Судан, Таджикистан, Туркменістан, Узбекистан, Україна, Філіппіни, Франція, Чорногорія, Шрі-Ланка.

## Громадські місця
В законах про свободу панорами різних країн бувають різні положення для громадських місць та для приватної власності. Наприклад, в Австрії свобода панорами застосовується однаково до обох, а в Німеччині тільки до громадських місць, при цьому фотограф має стояти ногами на землі (не на драбині, не в ліфті, не робити фотографію з літака тощо). Також свобода панорами поширюється на місця, що перебувають у приватній власності когось, але туди може зайти кожен бажаючий без квитка або запрошення, наприклад доступні для публіки парки або замки, але при цьому власник може вимагати плату за комерційне використання фото.
Відрізняється також і саме визначення що таке «громадське місце». У більшості країн громадським місцем є все що перебуває «на вулиці», але в деяких країнах під це визначення підпадають і приміщення всередині будівель, наприклад музеїв, як наприклад у Великій Британії чи Росії.